# Cantonul Romorantin-Lanthenay-Sud
Cantonul Romorantin-Lanthenay-Sud este un canton din arondismentul Romorantin-Lanthenay, departamentul Loir-et-Cher, regiunea Centru, Franța.

## Comune
- Loreux
- Pruniers-en-Sologne
- Romorantin-Lanthenay (parțial, reședință)
- Villeherviers